# Хлебосолов, Мирослав Андреевич
Мирослав Андреевич Хлебосолов (бел. Міраслаў Андрэевіч Хлебасолаў; родился 18 января 1999, Барановичи, Беларусь) — белорусский футболист, нападающий.

## Карьера
Воспитанник футбольного клуба «Барановичи». Дебютировал за клуб 12 июля 2015 года против «Сморгони».
В марте 2015 года ходили слухи, что футболист перейдёт в академию испанского клуба «Леванте». В марте 2015 года игрок и клуб подписали соглашение о том, что после окончания 10 класса школьного образования игрок отправиться в академию испанского клуба. В марте 2017 года подписал первый профессиональный контракт с клубом на 2 года. Футболист продолжал выступать за 3 команду испанцев и не привлекался к играм с основной командой.
В марте 2018 года вернулся в «Барановичи». Первый матч сыграл 14 апреля 2018 года против «Слонима». Дебютный гол забил 27 мая 2018 года против бобруйской «Белшины». В июле 2018 года покинул клуб, однако в скором времени вернулся. По итогу сезона 2018 провёл 17 матчей, в которых отличился 2 забитыми голами.
В марте 2019 года проходил просмотр в «Смолевичах», с которыми вскоре подписал контракт. Дебютировал за клуб 13 апреля 2019 года против «Баранович». В июле 2019 года покинул клуб.
В марте 2020 года стал игроком пинской «Волны». Дебютировал за клуб 18 апреля 2020 года против «Слонима». 6 июня 2020 года забил первый гол за клуб в Кубке Беларуси против «Новой Припяти».
В августе 2020 года стал игроком «Лиды». Дебютировал за клуб 22 августа 2020 года против «Нафтана». В матче против «Гранита» 26 сентября 2020 года забил свой первый гол за клуб и получил красную карточку в концовке матча.
В феврале 2021 года стал игроком петриковского «Шахтёра». Дебютировал за клуб 18 апреля 2021 года против дзержинского «Арсенала». Первые голы забил 22 мая 2021 года против «Белшины», отличившись 2 голами.
В марте 2022 года проходил просмотр в «Крумкачах» и «Энергетике-БГУ». В конце марта 2022 года подписал контракт с «Энергетиком-БГУ». Дебютировал за клуб 17 апреля 2022 года в Высшей Лиге против брестского «Динамо», выйдя на замену на 86 минуте матча вместо Александра Свирепы.
В августе 2022 года перешёл в керченский клуб «Океан». В начале 2025 года футболист покинул крымский клуб и стал выступать за клубы из чемпионата Содружества, которые также проводятся на территории Крыма.

## Международная карьера
Выступал в юношеский сборных Беларуси 16, 18 и 19 лет.

## Семья
Отец Андрей Хлебосолов бывший футболист, ныне футбольный тренер. Старший брат Дмитрий Хлебосолов также был футболистом.